# Laragiya
Laragiya är ett australiskt isolatspråk som talades av endast 6 personer i närheten av Darwin i norra Australien år 1983. Det är möjligt att språket numera är utdött.